# Anilicoides
Anilicoides là một chi bọ cánh cứng trong họ 
Elateridae.
Chi này được miêu tả khoa học năm 1893 bởi Candèze.

## Các loài
Các loài trong chi này gồm:
- Anilicoides depressus Candèze, 1893
- Anilicoides haemorrhoidalis (Candèze, 1889)